# Зойдберґ
Доктор Джон Зо́йдберґ (англ. Doctor John Zoidberg) (народився 5 грудня), також «Доктор Зойдберґ» або просто «Зойдберґ», омароподібний іншопланетянин, з планети Декапод-10, персонаж мультиплікаційного серіалу Футурама. Працює лікарем в компанії «Міжпланетний експрес», хоча, слід визнати, досить мало обізнаний у фізіології людей.

## Юність
Вік Зойдберґа ніколи не повідомлявся в серіалі, а щодо його юності є певна неув'язка. У серії «A Taste of Freedom», Зойдберґ був показаний у шкільній формі, але в іншій серії — «Teenage Mutant Leela's Hurdles» — Зойдберґ проходить всі стадії свого дитинства назад, включаючи ступені еволюції, на яких стає личинкою, морським їжаком, мечехвостом, каракатицею, трилобітом, міногою, і морським молюском, перш ніж набути своєї остаточної форми.

## Сім'я
Зойдберґ — племінник Гарольда Зойда, відомої зірки німого голографічного кіно. (З одного боку це натяк на ім'я відомого коміка Гарольда Ллойда (Harold Lloyd), з іншого — пародіювання притаманної акторам-євреям манери змінювати своє прізвище). Не зважаючи на те, що Зойдберґ не єврей і навіть не людина, йому і його расі притаманні деякі стереотипні риси євреїв — у першу чергу акцент, що нагадує звучання мови їдиш). У нього троє батьків, яких звуть Норм, Сем і Сад'є (Sadie) (хоча в серії «Why Must I Be a Crustacean in Love?» повідомляється, що декаподіанці мають тільки двох батьків, які гинуть під час парування, проте інші батьки можуть бути нерідними), а його кузена звали Зойдфарб (Zoidfarb). Так само Зойдберґу було відомо, що він має кілька сестер і братів, які виросли в одній з ним морській раковині. У серії «Teenage Mutant Leela's Hurdles» згадується Норман, який є братом Зойдберґа.

## Теперішнє життя

### Лікар
Доктор Зойдберґ — старий друг професора Х'юберта Фарнсворта і лікар «Міжпланетного експреса». На дверях в його кабінету висить табличка з написом «Доктор Зойдберг: Медична корпорація» («Dr. Zoidberg: A Medical Corporation»). Більше того, він претендує на звання експерта людської медицини, хоча його знання анатомії та фізіології є надзвичайно скромними. Він часто вважає Фрая жінкою або роботом, медичний інформаційний плакат із зображенням людини на стіні в його кабінеті висить догори ногами. Часто недостатньо розуміє «дивні» деталі людського устрою, такі як скелет або «другий рот». Упевнений, що люди мають спинний плавник, а серце є частиною травної системи, (до речі, Зойдберґ може думати так тому, що в його організмі міститься чотири серця, які, втім, взагалі непотрібні расі декаподіанців). Також він вважає, що «статеві органи» людини знаходяться в районі шиї, і абсолютно не розуміється на питанні людського розмноження. В кінці серії «Why Must I Be A Crustacean In Love?» він прикріпив Фраю відрізану руку до плечового суглоба іншої руки. У серії «Put Your Head on My Shoulder» показується, що велику частину своїх знань про анатомію людини, Зойдберґ отримує з реклами. У серії «A Clone of My Own» на пряме питання щодо медичної освіти він невпевнено відповідає, що загубив свій медичний сертифікат у вулкані.

### Інші зацікавлення
Зойдберґ дуже любить естрадний гумор і часто намагається виступати в цьому амплуа. Проте, на сцені він жахливий, і його виступи закінчуються тим, що його закидують гнилими помідорами, або намагаються прибрати його зі сцени. (Наприклад: «Земля… надзвичайна планета! На Землі ви любите їсти смачних молюсків, а на моїй планеті молюски люблять їсти смачних вас!») ("Earth, what а planet! Here, you enjoy eating а tasty clam. On my planet, clams enjoy eating а tasty you!".) Більшість жартів Зойдберга це пародія на гумор естрадного коміка Якова Смірноффа.

### Бідність
Хоча Зойдберґ є лікарем, живе він в страхітливій бідності. У нього немає свого власного дому і він змушений мешкати в офісі «Міжпланетного експреса» в установці для визначення батьківства. Він завжди їсть усілке сміття і покидьки й не може дозволити собі купити взуття. Він постійно голодний, іноді каже, що не їв уже кілька днів, їсть усе підряд, не перевіряючи, чи є воно їстівним. Серед речей, які було поглинуто Зойдберґом: черевики, жива морська свинка, кошик для пікніка, мішок нігтів, які він прийняв за картопляні чипси, прапор на День Свободи (що стало причиною міжпланетного конфлікту в серії «A Taste of Freedom»). Імовірно, бідність Зойдберґа пояснюється його невмінням раціонально витрачати гроші. Він постійно купує непотрібні речі (такі, як вісім копій одного музичного запису) і приймає безглузді рішення, як, наприклад, обмін значної кількості акцій корпорації на сендвіч з яйцем (виявилося, що Зойдберг володів 51 % акцій «Міжпланетного експреса» сертифікованих Гермесом Конрадом, бюрократом з «Міжпланетного експреса», який передавав Зойдбергу акції, щоб той використовував їх як туалетний папір.

### На роботі
Здається, що Зойдбергові добре ведеться з колегами по роботі, втім, ставлення до нього частково нагадує ставлення до надокучливої хатньої тварини. Гермес ненавидить його і не приховує цього, роблячи із Зойдберга цапа відбувайла, примушуючи його працювати, як прислугу в офісі, і забирає його заробіток під різними приводами.
Брак популярності Зойдберга пояснюється також тим, що він перебуває у тіні Фрая, Ліли і Бендера. Коли трійцю звільняють з роботи (серія «The Cryonic Woman»), Зойдберґ стає загальним улюбленцем. Слід також відзначити, що лише Зойдберґ був помилуваний Роботом-Сантою як такий, що добре поводився протягом року (на відміну від решти мешканців Землі, яких Робот-Санта вважає «неслухняними» і гідними знищення).

### Самотність
Зойдберґ мріє про увагу і дружбу, тому радіє, коли його бажання виконуються бодай частково. Він завжди засмучений, коли його обходять увагою. За винятком колег на роботі, у нього дуже мало друзів, а завести нових йому не дозволяє поганий запах і вдача. Штат співробітників «Міжпланетного експреса» частенько глузує з нього і критикує його, навіть у його присутності. Зойдберг не розуміє, що він є предметом глузувань і сприймає образи на свою адресу як компліменти.

## Створення образу
Ім'я Зойдберґ (Zoidberg) і Зойд (zoid) прийшло з гри, яку Девід Коуен придумав в старших класах. Комедійний стиль Зойдберга, показаний в серіалі, це пародія на американського коміка єврейського походження Якова Смирнова, що народився в Україні. Голос Зойдберґа є наслідуванням голосу актора Джорджа Джессела (George Jessel).